# Комітет Верховної Ради України у закордонних справах
Комітет Верховної Ради України у закордонних справах — профільний комітет Верховної Ради України.
Створений 4 грудня 2007 р..

## Сфери відання
Комітет здійснює законопроєктну роботу, готує, попередньо розглядає питання, що належать до повноважень Верховної Ради України, та виконує контрольні функції у таких сферах відання:
- законодавче забезпечення зовнішньополітичної діяльності України;
- зовнішні зносини, у тому числі щодо участі України у діяльності міжнародних організацій, як-от Організація Об'єднаних Націй (ООН), Організація з безпеки і співробітництва в Європі (ОБСЄ), Рада Європи (РЄ), Міжпарламентська Асамблея держав — учасників Співдружності Незалежних Держав (МПА СНД), Організація Чорноморського економічного співробітництва (ЧЕС), Організація за демократію та економічний розвиток — ГУАМ (ГУАМ), Центральноєвропейська ініціатива (ЦЄІ), Міжпарламентський союз (МПС) та інших, а також Організації Північноатлантичного договору (НАТО) і Світової організації торгівлі (СОТ) у межах повноважень Комітету;
- транскордонне та міжрегіональне співробітництво (крім транскордонного та міжрегіонального співробітництва з країнами Європейського Союзу (ЄС));
- надання згоди на обов'язковість міжнародних договорів України (ратифікація, приєднання до міжнародного договору, прийняття тексту міжнародного договору), денонсація міжнародних договорів України (крім міжнародних договорів України з Європейським Союзом (ЄС) та його державами-членами);
- співробітництво Верховної Ради України з парламентами закордонних держав;
- співробітництво Верховної Ради України з парламентськими органами міжнародних організацій;
- дипломатична служба.

## Склад VII скликання[2]
Керівництво:
- Калюжний Віталій Анатолійович — Голова Комітету
- Алексєєв Ігор Вікторович — Перший заступник голови Комітету, голова підкомітету з міжнародно-правових питань та контролю за виконанням Україною міжнародних зобов'язань
- Наливайченко Валентин Олександрович — Перший заступник голови Комітету
- Миримський Лев Юлійович — Заступник голови Комітету, голова підкомітету з питань міжпарламентських зв'язків, двосторонніх та багатосторонніх відносин
- Мірошниченко Юрій Романович — Заступник голови Комітету
- Полочанінов Володимир Геннадійович — Заступник голови Комітету
- Оробець Леся Юріївна — Секретар Комітету
- Куренной Володимир Костянтинович — Голова підкомітету з питань євроінтеграції та євроатлантичного співробітництва
- Козуб Олександр Андрійович — Голова підкомітету з питань співробітництва з країнами СНД
- Мураєв Євгеній Володимирович — Голова підкомітету з питань зовнішньоекономічних зв'язків та транскордонного співробітництва

Члени:
- Ар'єв Володимир Ігорович
- Звягільський Юхим Леонідович
- Кий Сергій Вікторович
- Солошенко Микола Павлович
- Чертков Юрій Дмитрович
- Шевченко Олександр Оксеньтійович[3].

Колишні члени:
- Марков Ігор Олегович — Голова підкомітету з питань співробітництва з країнами СНД

## Склад VIII скликання[4]
Керівництво:
- голова Комітету — Гопко Ганна Миколаївна
- перший заступник голови Комітету — Климпуш-Цинцадзе Іванна Орестівна
- заступник голови Комітету — Вовк Віктор Іванович
- заступник голови Комітету — Гузь Ігор Володимирович
- заступник голови Комітету — Тарасюк Борис Іванович
- секретар Комітету — Присяжнюк Олександр Анатолійович

Члени:
- Ар'єв Володимир Ігорович
- Заліщук Світлана Петрівна
- Ларін Сергій Миколайович
- Луценко Ірина Степанівна
- Льовочкіна Юлія Володимирівна[5].